# سانت‌اجیدیو دل مونت آلبینو
سانت‌اجیدیو دل مونت آلبینو (به ایتالیایی: Sant'Egidio del Monte Albino) یک کومونه در ایتالیا است که در استان سالرنو واقع شده‌است. سانت‌اجیدیو دل مونت آلبینو ۶ کیلومتر مربع مساحت و ۸٬۹۴۲ نفر جمعیت دارد و ۶۵۶ متر بالاتر از سطح دریا واقع شده‌است.